# Loggia del Bigallo
 (juin 2023).
Si vous disposez d'ouvrages ou d'articles de référence ou si vous connaissez des sites web de qualité traitant du thème abordé ici, merci de compléter l'article en donnant les références utiles à sa vérifiabilité et en les liant à la section « Notes et références ».
La Loggia del Bigallo, accolée au palais, est située Piazza San Giovanni, du côté ouest du parvis du Duomo, la cathédrale Santa Maria del Fiore à Florence.

## Histoire
Le palazzetto est  construit pour la Compagnie de Sainte-Marie de la Miséricorde entre  1352 et 1358, par l'architecte Alberto Arnoldi[réf. nécessaire] à l'époque où existe la maison-tour toscane des Adimari, détruite ensuite après l'expulsion de la ville de la famille en raison de son appartenance au parti guelfe (1248). La nouvelle construction, quoiqu'édifiée en pleine période gothique, présente, outre les fenêtres gémellées au premier étage et une loggia équipée d'arches directement inspirées de  Brunelleschi pour la réalisation de l'Hôpital des Innocents et respectant les principes architectoniques de style Renaissance. D'abord orphelinat de la Compagnie, l'espace muséal n'occupe que la partie basse, avec le point d'informations touristiques, le seul de la ville près du Duomo.

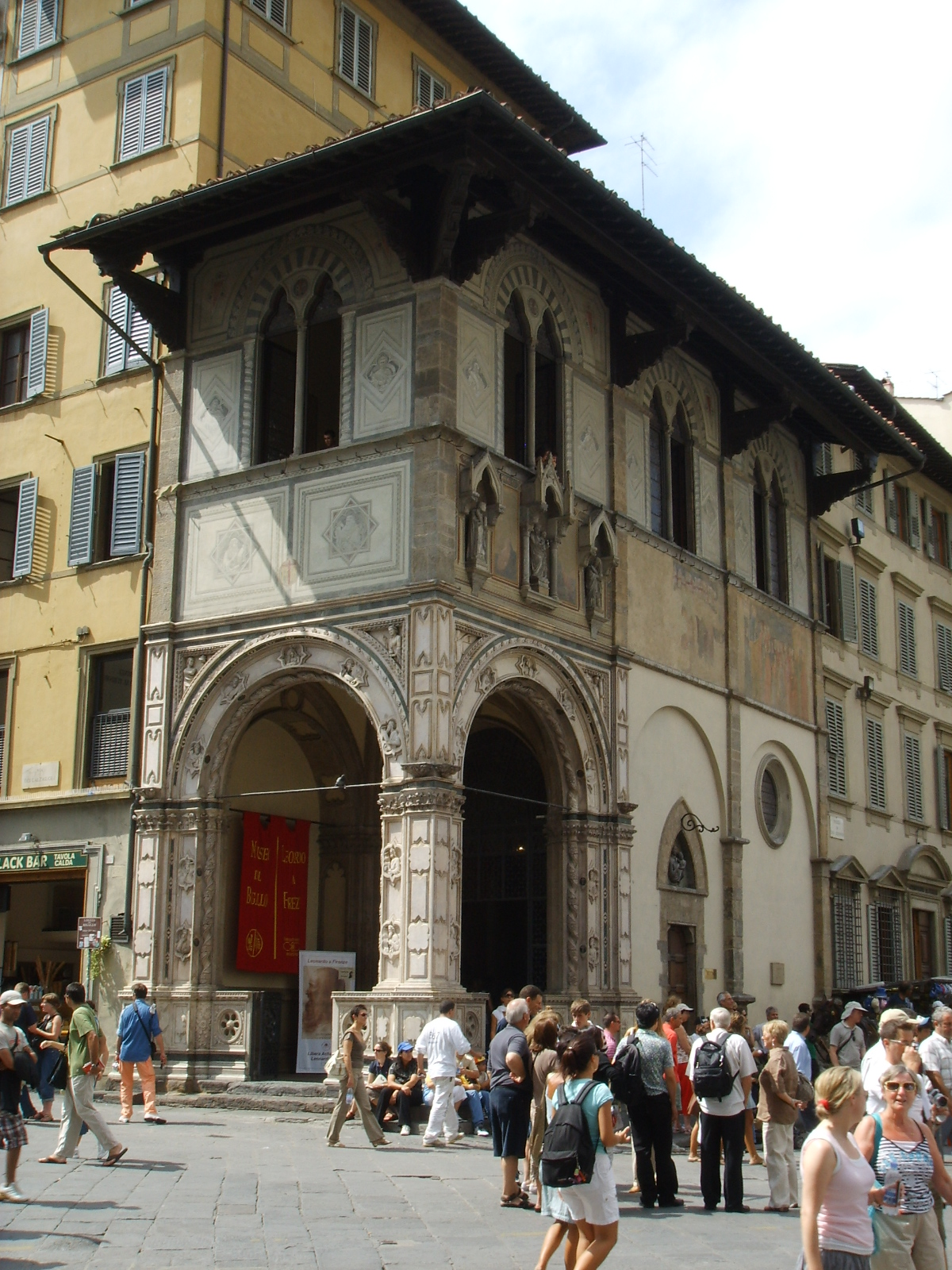
Vue d'ensemble.
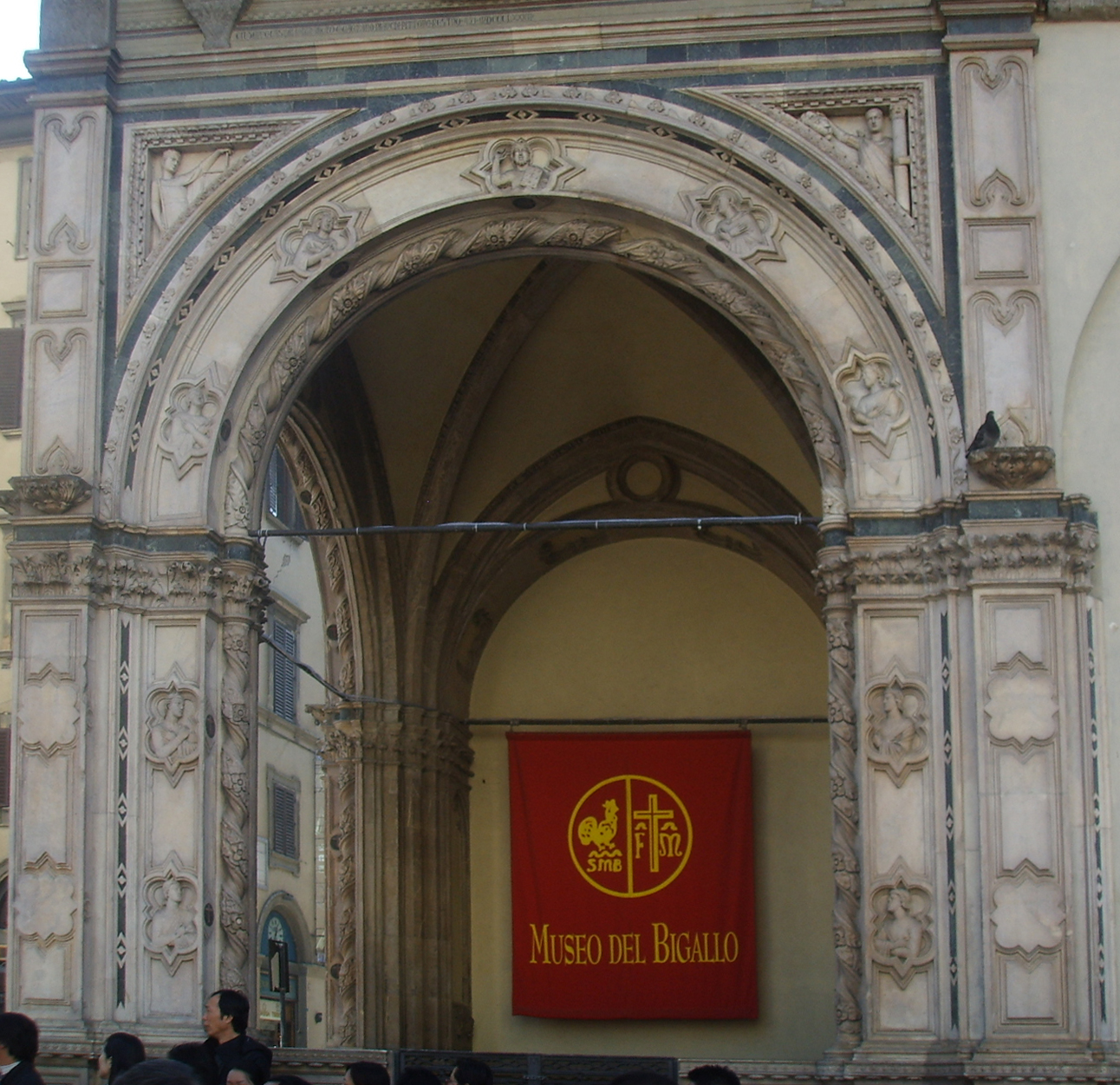
Un des porches d'entrée.
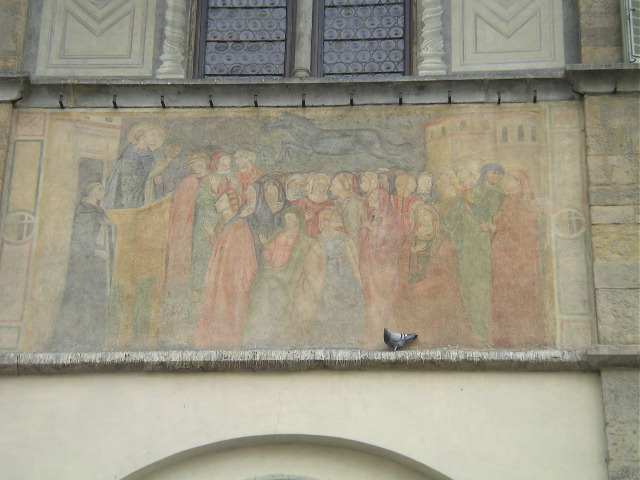
Fresque de la façade.
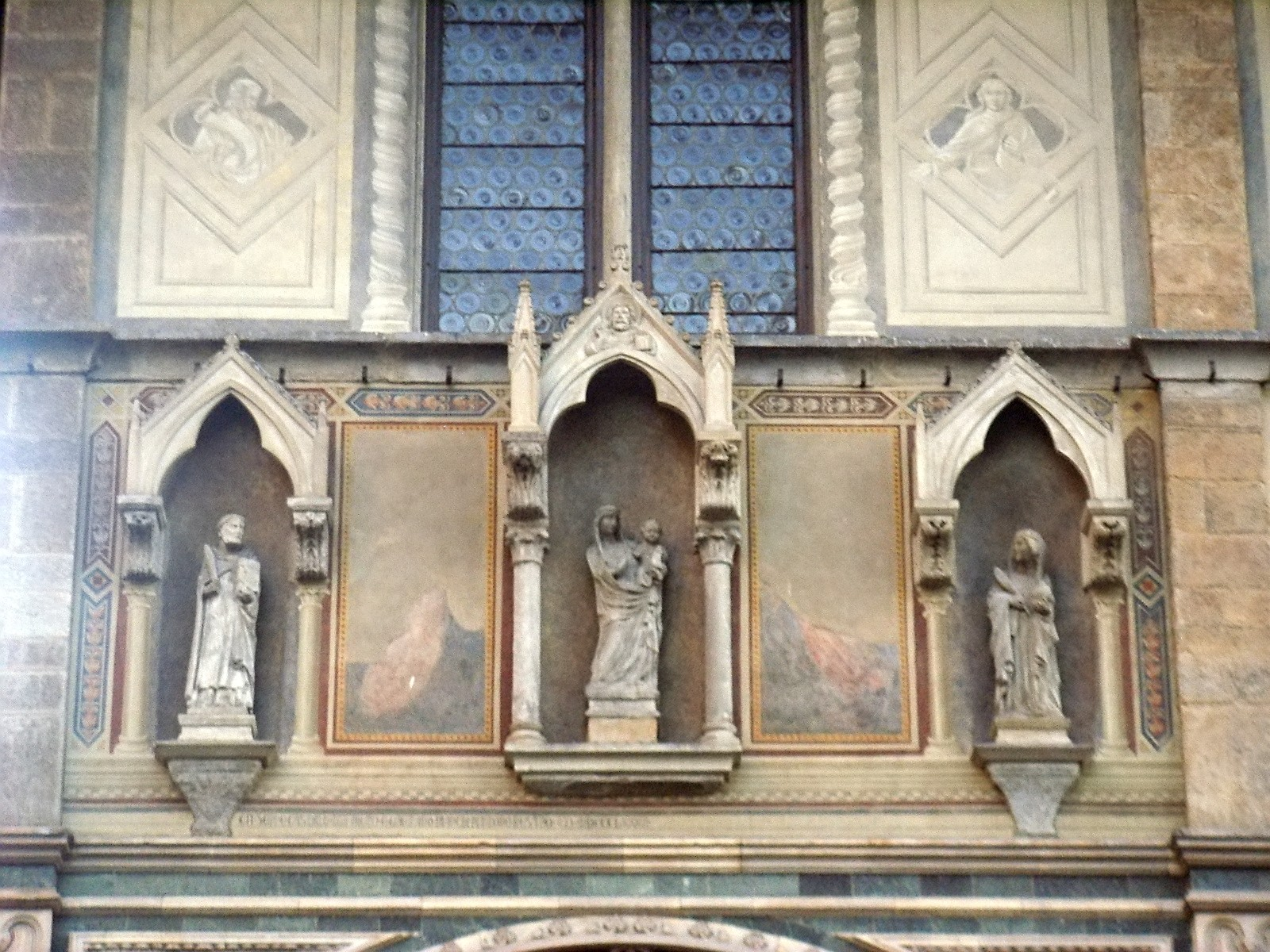
Statues de Alberto Arnoldi.
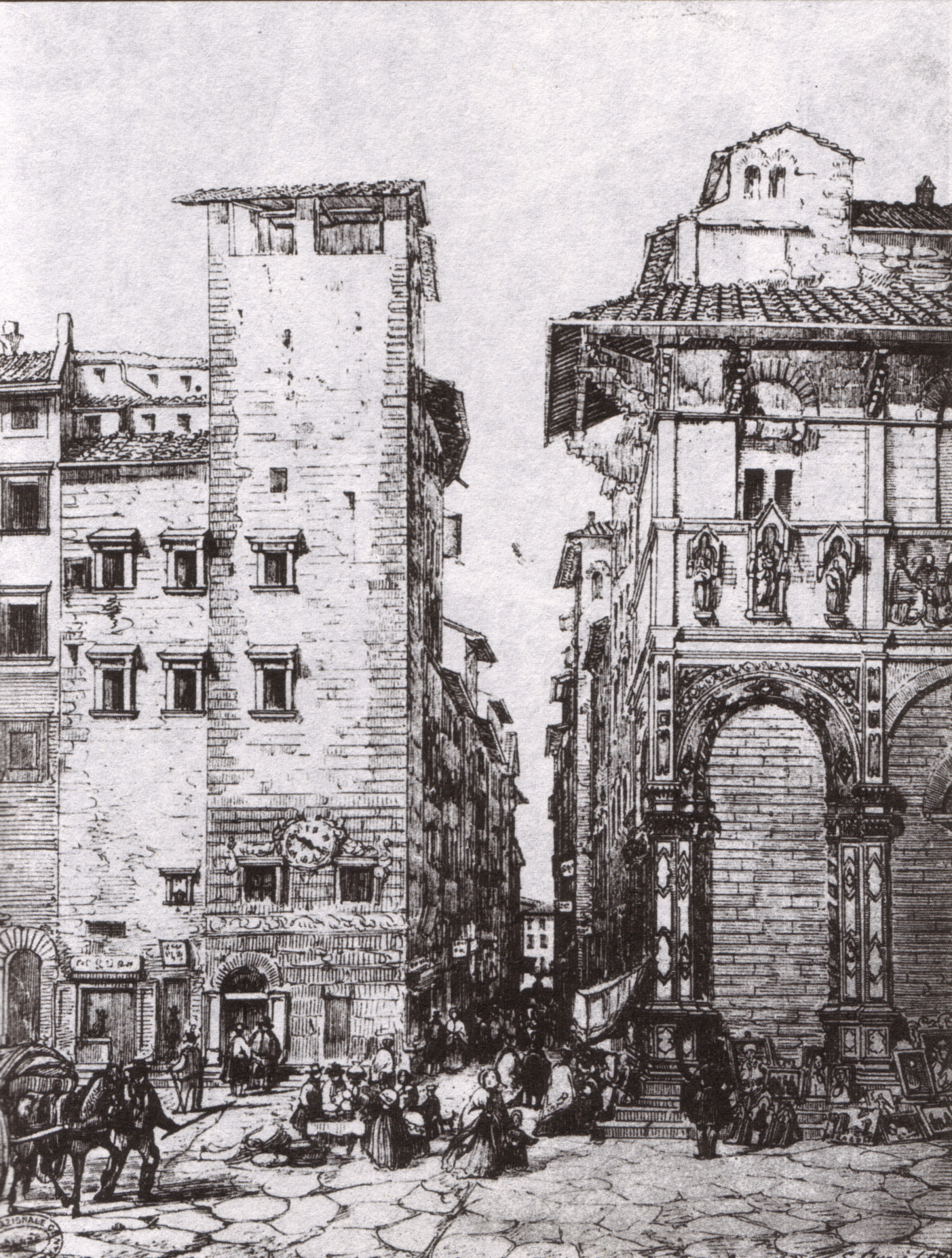
La tour avant sa destruction.
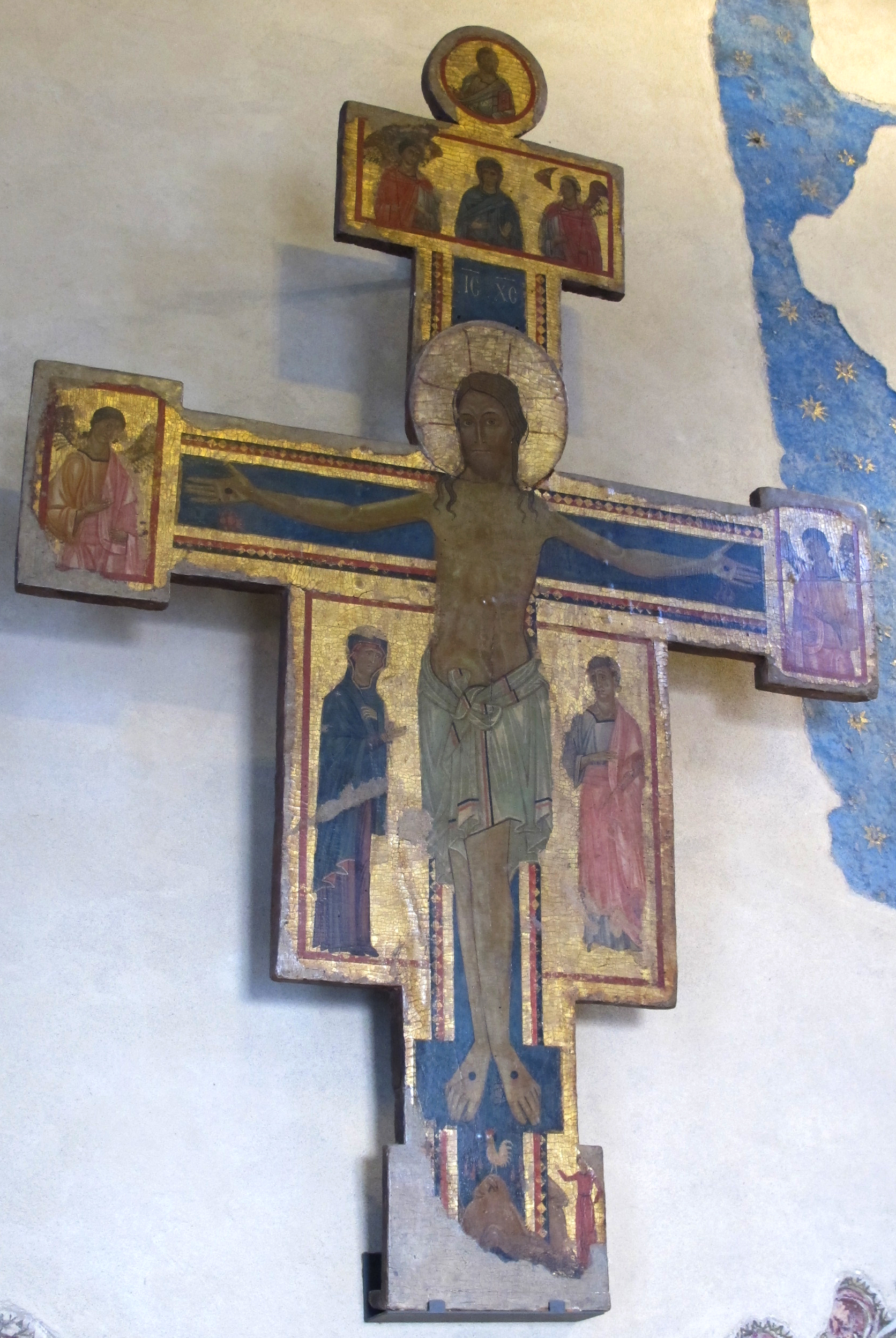
Crucifix peint du Maestro del Bigallo.

## Œuvres de l'extérieur de la  loggia
- Deux fresques de la Vie de saint Pierre de Ventura di Moro et   Rossello di Jacopo Franchi exécutées en 1445, sur les arches de  la loggia.

## Œuvres du musée
- Cristo tra due angeli, de l'atelier de Nardo di Cione
- Deux tondi
- Madonna dell'Umiltà con due angeli, de Domenico di Michelino
- Sainte Christine